# Șoarș
Șoarș (en allemand: Scharosch, en hongrois: Sáros) est une commune roumaine du județ de Brașov, dans la région historique de Transylvanie. Elle est composée des cinq villages suivants :
- Bărcuț (Bekokten/Báránycút)
- Felmer (Felmern/Felmér)
- Rodbav (Rohrbach/Nádpatak)
- Seliștat (Seligstadt/Boldogváros)
- Șoarș, siège de la commune

## Localisation
Șoarș est située dans la partie de nord-ouest du comté de Brașov, sur le Plateau de Hârtibaciu (Transylvanie), à la 13 km de la ville Făgăraș et à 80 km de la ville de Brașov.

## Histoire
Șoarș a été fondée en 1150 par des colons venus de la région du Rhin. Șoarș est déjà mentionné en 1206 dans un document du roi André II de Hongrie, lequel donne cette terre à un noble wallon nommé Jean Latinus. Ce document mentionne également les villages voisins de Bărcuț, Cobor, Felmer et Seliștat. Il est supposé qu'une basilique romane fut détruite lors de l'invasion turque de 1438 qui ravageât le pays. En effet, un cardinal nommé Jean a accordé au village de Şoarş un congé de 100 jours pour la construction d'un nouveau bâtiment religieux en 1450. En 1466, une autre indulgence de 40 jours fut accordée par le doyen Jean de Sibiu.
En 1500, 38 propriétaires saxons disposants de leur propre ferme sont recensés. Après l'invasion turque de 1438, qui sera renouvelée en 1493 dans la région voisine de Sibiu a forcé les habitants à se doter d'une église fortifiée. Ainsi, les livres de comptabilité de la ville et de la province de Sibiu ont enregistré une réduction d'impôt de 12 florins pour la construction d'un édifice religieux à Saros en 1506/7.
Jusqu'en 1690, l'église a subi des extensions progressives pour devenir une église fortifiée. Il s'agissait du dernier recours pour les habitants de se réfugier derrière les murs fortifiés en cas de raids des armées turques et tatares. Une fois ces invasions passée, la nécessité d'un tel ouvrage s'est amenuisée. En 1900, les fortifications seront démolies par les habitants.
En 1940, le village compte 804 protestants. Nombreux seront les saxons enrôlés de force dans l'armée allemande pour combattre sur le front russe et Șoarș ne fait pas exception. La population germanophone va alors très fortement décroître comme partout en Transylvanie pour tomber à 38 selon le recensement de 2011.
Dans le cadre de l'opération villages roumains, la commune de La Louvière (Belgique) adopte le village selon une suggestion de Georg Bertleff, originaire de Șoarș.
La commune connait depuis peu un encourageant développement touristique avec la création d'infrastructures d’accueil et d'activités. Sa situation centrale par rapport aux citadelles saxonnes en est son principal atout.

## Démographie
La population de Șoarș est devenue majoritairement roumaine après la Seconde Guerre mondiale.
Lors du recensement de 2011, 82,27 % des 1 755 habitants se déclarent roumains et 9,85 % comme roms, 2,27 % comme hongrois, 2,16 % comme allemands (3,41 % déclarent une autre appartenance ethnique).

## Politique
| Période | Période  | Identité         | Étiquette | Qualité |
| ------- | -------- | ---------------- | --------- | ------- |
| 1996    | 2000     | Viorel Sulea     | USD       |         |
| 2000    | 2008     | Ion Diaconu      | PSDR      |         |
| 2008    | 2012     | Ioan Piticaș     | PDL       |         |
| 2012    | En cours | Dănuț-Ioan Timiș | PNL       |         |

| Parti | Parti                        | Sièges |
| ----- | ---------------------------- | ------ |
|       | Parti national libéral (PNL) | 6      |
|       | Parti social-démocrate (PSD) | 4      |
|       | Parti national démocrate     | 1      |

## Monuments et lieux touristiques
- Église évangélique du village de Bărcuț (construction XVe et XVIIIe siècles), monument historique
- Église évangélique du village de Rodbav (construite auX XIIIe et XIXe siècles), monument historique
- Église évangélique fortifiée du village de Seliștat (construite auX XIVe et XIXe siècles), monument historique
- Église évangélique fortifiée de Șoarș (construction XVe et XVIe siècles), monument historique[5]
- Rivière Hârtibaciu